# わたし、定時で帰ります。
『わたし、定時で帰ります。』（わたし ていじでかえります）は、朱野帰子による日本の小説のシリーズ。新潮社より2018年3月から刊行されている。
2019年4月16日より同年6月25日まで、TBSテレビ「火曜ドラマ」にて吉高由里子主演でテレビドラマ化された。

## わたし、定時で帰ります。

### あらすじ
東山結衣はソフトウェア会社ネットヒーローズのディレクターとして、毎日定時で退社し行きつけの中国料理店上海飯店でハッピーアワーのビールを飲む生活を送っている。ある日、上司でありかつての婚約者である種田晃太郎から新しく開始するプロジェクトのチーフとなることを要請される。このプロジェクトは、最近入社したマネージャーの福永清次が、社内の規定に反して安価に引き受けてきたものであった。種田は以前勤務していた福永の会社から逃げるようにして現在の会社に転職してきたのだが、福永は自分の会社を売却し専務の紹介で入社してきたのである。福永は種田たちの労働を強化し外注先への支払いをカットすることでプロジェクトを黒字にしようとする。このプロジェクトの発注先で新しく担当者となった武田は次の契約の条件として社長時代から無理な受注を続けて関係者にそのつけを転嫁してきた福永をプロジェクトから外すことを要求する。東山たちは福永をプロジェクトから外すための行動を開始する。
背景
東山が定時退社を続けることができる背景として、社長の灰原忍が残業をしなくて済む会社を作ろうとしていることがある。起業当時、同社は労働基準法を無視した勤務体制で業績を上げていた。しかし、起業メンバーの一人であり最も優秀なプログラマーであった石黒良久が無理な残業を続けた結果体調をくずし糖尿病を発症したことから、灰原は「二度と石黒のような犠牲者を出さない」と決意したのである。石黒を管理部ゼネラルマネジャーにしたのも灰原の考えを実現するためであり、石黒は社内の状況を把握してかつての自分と同様の状況に陥っている社員を見つけることに尽力している。灰原が東山を採用したのもこの目標を達成するためであった。しかし、灰原の期待に反して、東山は自分が定時退社するだけで自分の部下を含む他の社員が定時退社できるようにするための働きかけをしておらず、灰原は不満を感じている。

### 登場人物
ネットヒーローズ関係者
東山結衣〈32〉
制作部ディレクター。
種田晃太郎
サブマネジャー。結衣の元婚約者。
福永清次
マネジャー。晃太郎が新卒で入った会社（同業）の元社長。
来栖泰斗
結衣が教育係を務める新人。なにかあるとすぐに辞表を出そうとする。
三谷佳菜子
吸収合併された会社出身。子供のころから無遅刻無欠勤だが、それは自分の居場所がなくなるのではないかという不安から来ている。
賤ヶ岳八重
結衣が新人時代の教育係。産休を取っていたが、双子の出産後産休を6週間に短縮し、育休をとらずに職場復帰する。全力で仕事をしようとする。
吾妻徹
フロントデザイナー。実務はできるが人付き合いが悪く、仕事は極端にマイペース（納期を破ったりするわけではない）。
丸杉宏司
福永を引き抜いてきた役員。突然退社し、福永には何の情報もなかった。
石黒良久〈30〉
管理部ゼネラルマネジャー。灰原に誘われて大学を中退して入社した最古参の社員。親しい人からは「グロ」と呼ばれている。最終回では昔取った杵柄で現場ヘルプに入り、そのブルドーザーのような仕事ぶりでチームを驚かせる。
灰原忍
社長。30歳の時に、当時勤めていた会社を辞め、大学時代に所属していたサークルの後輩ら（石黒を含む）を誘って起業し、現在は業界ナンバー2にまで成長した。

その他
牛松翔
星印工場ウェブ担当者。
武田
星印工場広報課長。牛松の上司。
諏訪巧
結衣の恋人、後に婚約するも、最終的には破談してしまう。
種田柊
晃太郎の弟。引きこもり。
王丹
結衣が仕事帰りに寄る中国料理店上海飯店の店主。
回鍋肉のおじさん
上海飯店の常連。上海飯店で夕食として回鍋肉定食を食べたあと、会社に戻って残業をする。
三橋
巧の部下。
結衣の父
接待ゴルフの成果でシングルの腕前。
結衣の母

東山忠治
故人。結衣の父方の祖父。インパール作戦の生還者。

## わたし、定時で帰ります。 ハイパー

### あらすじ（ハイパー）
新年度になり福永が休職した後を埋めて、種田はマネジャーに、東山はサブマネジャーに昇格する。スポーツウェアメーカーのフォースがウェブCMの炎上をきっかけにコンペを行うことになり、種田たちのチームは新人とともにコンペに向けての準備に取り掛かる。フォースはスポーツ歴によって発言力が決まり、裁量労働制による深夜勤務をよしとし、ハラスメントが横行する企業だった。

### 登場人物（ハイパー）
※『わたし、定時で帰ります。』の登場人物は省略
甘露寺勝
ネットヒーローズ新入社員。
桜宮彩奈
同業他社のベイシックから第二新卒でネットヒーローズに入社した社員。
野沢花
ネットヒーローズ新入社員。
加藤一馬
ネットヒーローズ新入社員。
大森
ネットヒーローズ社員。
バオ・グエン
ベトナム出身の留学生。インターン。
押田陽義
フォース広報担当役員
藤堂文康
フォース広報部長。
吉川
フォース社員
榊原
フォース社員
竹中
フォース社員
草加
フォース社員。
回鍋肉のおじさんの長男
フォース社員。
風間寿也
ベイシック営業部副部長。
八神蘇芳
会社説明会の参加者。
劉王子
王丹の弟。

## 書籍情報
わたし、定時で帰ります。
- 初出：『yom yom』vol.41（2016年9月号） - vol.45（2017年8月号）
- 単行本：2018年3月30日発売、新潮社、ISBN 978-4-10-351641-5
- 文庫本：2019年2月1日発売、新潮文庫、ISBN 978-4-10-100461-7

わたし、定時で帰ります。ハイパー
- 初出：『yom yom』vol.53（2018年12月号） - vol.55（2019年4月号）「わたし、定時で帰ります。2 ブラック企業討入り篇」を改題
- 単行本：2019年3月29日発売、新潮社、ISBN 978-4-10-351642-2
- 文庫本『わたし、定時で帰ります。2―打倒！パワハラ企業編―』：2021年3月1日発売、新潮文庫、ISBN 978-4-10-100462-4
  - 文庫本には、「もし、明日死ぬとしたら何を食べたい？」（初出：『小説新潮』2019年3月号）を収録。

わたし、定時で帰ります。ライジング
- 初出：『yom yom』vol.62（2020年6月号）- vol.66（2021年2月号）
- 単行本：2021年4月21日発売、新潮社、ISBN 978-4-10-351643-9
- 文庫本『わたし、定時で帰ります。3―仁義なき賃上げ闘争編―』：2023年12月1日発売、新潮文庫、ISBN 978-4-10-100463-1
  - 文庫本には、「種田晃太郎の休日」（初出：『yom yom』2022年1月、2月）を収録。

## テレビドラマ
2019年4月16日より6月25日までTBSテレビ『火曜ドラマ』（毎週火曜22時開始）にて放送した。主演は吉高由里子。吉高がTBSの連続ドラマに出演するのは『ラブシャッフル』（2009年）以来10年振りであり、同局の連続ドラマで主演を務めるのは初めてである。
なお、『火曜ドラマ』枠について、本作品第2話までは終了時刻を23時7分とするが、2019年5月改編で『NEWS23』（月 - 木曜日版）の10分前拡大（23時 - 23時56分に変更）により、正時スタートに復すことから、本作品第3話以降の終了時刻は22時57分に繰り上げとなる。
6月18日の最終話放送中に山形県沖を震源とする新潟県で最大震度6強の地震（山形県沖地震）が発生したことに伴い、JNN報道特別番組に差し替えられたため、そのまま当日の放送は打ち切られた。しかし、翌日、視聴者からはテレビ局に抗議の電話、抗議のメールが殺到した。その結果、6月25日に改めて放送した。
アメリカの大手新聞社であるニューヨーク・タイムズが2019年6月19日（現地時間）付の紙面で日本の労働環境に関する問題を取り上げた際に当作品を紹介した上で、定時で帰宅出来るのがフィクションの世界であるため、日本の視聴者がこのドラマに夢中になったと皮肉を交えて報じた。

### キャスト

#### 主要人物
東山 結衣〈32〉
演 - 吉高由里子
株式会社ネットヒーローズ制作4部、ディレクター。過去のある出来事から、定時で帰ることをモットーとして働いている。
種田 晃太郎〈37〉
演 - 向井理
制作4部副部長、プロデューサー。仕事は出来るが重度のワーカーホリック。結衣の元婚約者。
諏訪 巧〈35〉
演 - 中丸雄一
株式会社ベイシック・オン、営業。プライベートも仕事と同じくらい重視している。結衣と交際中。
吾妻 徹〈30〉
演 - 柄本時生
制作4部、フロントエンドエンジニア。技術はあるが仕事の要領が悪い。会社に住み着いている。
来栖 泰斗〈22〉
演 - 泉澤祐希
制作4部、新入社員ディレクター見習い。結衣が教育係として面倒を見ている。「辞めたい」が口癖。
三谷 佳菜子〈32〉
演 - シシド・カフカ
制作4部、ディレクター。学校も会社も休んだことがないのが自慢。真面目な努力家だが融通が利かない。結衣と晃太郎が破局後に他の会社から吸収の形で移籍してきた。
賤ヶ岳 八重〈40〉
演 - 内田有紀
制作4部、ディレクター。結衣の元指導係で双子の母。育休から職場復帰するが仕事と育児の両立に悩む。
福永 清次〈48〉
演 - ユースケ・サンタマリア
制作4部新任部長、プロデューサー。前職で会社を経営をしていたが倒産させてしまう。

#### その他
種田 柊〈26〉
演 - 桜田通
「愁」というハンドルネームで結衣に情報を提供していたが、実は晃太郎の弟。

#### ネットヒーローズ
児玉 剛〈29〉
演 - 加治将樹
制作4部、デザイナー。一児の父。
則本 真希〈28〉
演 - 佐々木史帆
制作4部、デザイナー。
田槻 翔平〈22〉
演 - 高野洸（第1話）
制作4部、新入社員。
小泉 咲〈22〉
演 - ついひじ杏奈（第1話）
制作4部、新入社員。

#### 上海飯店
王丹
演 - 江口のりこ
結衣が行きつけの中華料理店「上海飯店」店主。
戸塚 学〈58〉
演 - 梶原善
上海飯店の常連客。
篠原 友之〈62〉
演 - 酒井敏也
上海飯店の常連客。

### ゲスト

#### 第1話
灰原 忍
演 - 佐伯新（第4話、最終話）
ネットヒーローズ社長。
三谷 芳子
演 - 泉晶子
佳菜子の母。
霧野
演 - 牧田哲也
佳菜子の元同僚。
桂木
演 - 亀田侑樹（第8話）
ベイシック・オン社員。巧の同僚。

#### 第2話
丸山 陽介
演 - 坪倉由幸（第8話）
八重の夫。育児休暇を取得し双子たちを育児する。
東山 宗典
演 - 小林隆（第5話、第7話、第10話）
結衣の父。
東山 美園
演 - 山下容莉枝（第5話、第7話、第10話）
結衣の母。
種田 佳乃子
演 - 宮地雅子（第6話、第9話）
晃太郎、柊の母。
瀬尾 蓉子
演 - 瑛蓮（第3話）
ファイヤーストロングの担当社員。
犬飼
演 - 信太昌之（第3話）
ファイヤーストロングの担当社員。

#### 第3話
中西
演 - 大澄賢也 （第4話、第5話）
ランダースポーツの担当社員。
大石
演 - 石黒英雄（第4話、第5話）
ランダースポーツの担当社員。
小島
演 - キンタカオ（第4話）
ランダースポーツの担当部長。
諏訪 治子
演 - 清水よし子（第8話）
巧の母。
諏訪 亘
演 - 陰山泰
巧の父。

#### 第4話
桜宮 彩奈
演 - 清水くるみ（第5話）
派遣のウェブデザイナー。
折原
演 - 落合モトキ
丸杉
演 - 岡部たかし（第7話、第9話）
ネットヒーローズ常務。

#### 第5話
草加
演 - タモト清嵐
ランダースポーツの担当社員。

#### 第6話
大貫 慶太
演 - 竹財輝之助
ベイシック・オンのプロデューサー。晃太郎の元同僚。
佐久間
演 - 霧島れいか
ヘアサロン「ミスティック」のオーナー。

#### 第7話
石黒 良久
演 - 木下隆行（第8話 - 最終話）
ネットヒーローズ管理部。結衣の新人時代の上司。
牛松 翔
演 - 金井勇太（第8話 - 最終話）
星印工場の担当社員。
佐伯
演 - 松本海希
結衣の実家の隣人。
町ぶら番組の芸人
演 - 春日俊彰
結衣の実家で父が視聴していたテレビ番組の出演芸人。

#### 第8話
吉住 紗英
演 - 河井青葉（第9話）
ベイシック・オン社員。巧の同僚。
朝子
演 - 黒崎レイナ
ベイシック・オン社員。巧の同僚。
小沢
演 - 長部努
ベイシック・オン社員、巧の同僚。

#### 第9話
武田 龍一郎
演 - 小松和重（最終話）
星印工場の担当課長。磯貝に変わり担当になる。
磯貝
演 - 小松利昌
星印工場の担当課長。

### スタッフ
- 原作 - 朱野帰子 『わたし、定時で帰ります。』シリーズ（新潮社刊）
- 脚本 - 奥寺佐渡子、清水友佳子
- 音楽 - 平野義久、新屋豊
- 主題歌 - Superfly「Ambitious」（ワーナーミュージック・ジャパン）[21]
- プロデューサー - 新井順子、八尾香澄（C&Iエンタテインメント）
- 監督 - 金子文紀、竹村謙太郎、福田亮介、坂上卓哉
- 製作 - TBSスパークル、TBS

### 放送日程
| 話数                                                                        | 放送日  | サブタイトル                                          | 脚本                  | 監督       | 視聴率 |
| --------------------------------------------------------------------------- | ------- | ----------------------------------------------------- | --------------------- | ---------- | ------ |
| 第1話                                                                       | 4月16日 | 働き方新時代へ! 絶対に定時で帰る女                    | 奥寺佐渡子            | 金子文紀   | 09.5%  |
| 第2話                                                                       | 4月23日 | 家族愛より仕事愛!? 働くママ救出大作戦                 | 奥寺佐渡子            | 金子文紀   | 10.4%  |
| 第3話                                                                       | 4月30日 | 私の部下が退職願!? 働き方新時代への絆                 | 清水友佳子            | 竹村謙太郎 | 06.5%  |
| 第4話                                                                       | 5月07日 | 効率UPの特効薬!? 仕事を変える恋の力                   | 清水友佳子            | 竹村謙太郎 | 08.4%  |
| 第5話                                                                       | 5月14日 | 仕事に犠牲は必要!? パワハラ攻略（秘）計画             | 奥寺佐渡子            | 福田亮介   | 09.8%  |
| 第6話                                                                       | 5月21日 | 任せるとは信じる事完璧すぎ上司の弱点                  | 清水友佳子            | 金子文紀   | 10.3%  |
| 第7話                                                                       | 5月28日 | 熟年離婚は突然に!? 父と娘の働き方改革                 | 奥寺佐渡子            | 竹村謙太郎 | 10.3%  |
| 第8話                                                                       | 6月04日 | 仕事より大切なモノ私の人生最高の選択                  | 清水友佳子            | 坂上卓哉   | 09.1%  |
| 第9話                                                                       | 6月11日 | ブラック上司の逆襲わたし残業します!                   | 奥寺佐渡子 清水友佳子 | 竹村謙太郎 | 10.2％ |
| 最終話                                                                      | 6月18日 | 定時の女が起こす奇跡! あなたは何の為に働いていますか? | 奥寺佐渡子            | 金子文紀   | 12.0%  |
| 最終話                                                                      | 6月25日 | 定時の女が起こす奇跡! あなたは何の為に働いていますか? | 奥寺佐渡子            | 金子文紀   | 12.5%  |
| 平均視聴率 9.7%（視聴率はビデオリサーチ調べ、関東地区・世帯・リアルタイム） |         |                                                       |                       |            |        |

### 受賞
- ギャラクシー賞2019年6月度月間賞受賞[25]。
- 第16回コンフィデンスアワード・ドラマ賞[26]
  - 主演女優賞：吉高由里子
  - 助演男優賞：向井理
- 第101回ザテレビジョンドラマアカデミー賞
  - 主演女優賞：吉高由里子[27]

| TBS系 火曜ドラマ                                     | TBS系 火曜ドラマ                                                                                 | TBS系 火曜ドラマ                                       |
| 前番組                                               | 番組名                                                                                           | 次番組                                                 |
| ---------------------------------------------------- | ------------------------------------------------------------------------------------------------ | ------------------------------------------------------ |
| 初めて恋をした日に読む話 （2019年1月15日 - 3月19日） | わたし、定時で帰ります。 （2019年4月16日 - 6月25日） ※第3話からは本枠の終了時刻を22:57に繰り上げ | Heaven?〜ご苦楽レストラン〜 （2019年7月9日 - 9月10日） |
| TBS系 火曜日 22:00 - 22:57                           |                                                                                                  |                                                        |
| 初めて恋をした日に読む話 ※22:00 - 23:07              | わたし、定時で帰ります。 【全話】                                                                | Heaven?〜ご苦楽レストラン〜                            |
| TBS 火曜日 22:57 - 23:00                             |                                                                                                  |                                                        |
| 初めて恋をした日に読む話 ※22:00 - 23:07              | わたし、定時で帰ります。 【第2話まで】                                                           | 勇気のシルシ〜パラアスリートの挑戦〜 【10分繰り上げ】  |
| TBS系 火曜日 23:00 - 23:07                           |                                                                                                  |                                                        |
| 初めて恋をした日に読む話 ※22:00 - 23:07              | わたし、定時で帰ります。 【第2話まで】                                                           | NEWS23 ※23:00 - 23:56 【再度10分前倒し・拡大】         |